# Auger Mining
Als Auger Mining bezeichnet man im Bergbau ein Gewinnungsverfahren, bei dem das zu gewinnende Mineral (Kohle) mittels großer Schneckenbohrer aus dem Flöz herausgewonnen wird. Das Verfahren wurde in den Vereinigten Staaten von Amerika entwickelt. Es wird angewendet, um einen wirtschaftlichen Abbau von geringmächtigen Flözen zu ermöglichen. Auger Mining ist sowohl im Tagebau als auch im Untertagebau anwendbar. Das Verfahren ist gut geeignet für die Gewinnung von Kohle aus Flözen in schwierigen Lagen und schwierigen geologischen Bedingungen. Bevor das Verfahren auf einem Bergwerk angewendet wird, muss eine intensive Planung über die Durchführung und mögliche Gefahren durchgeführt werden.

## Grundlagen und Geschichte
Es gibt Lagerstätten, in denen nutzbare Mineralien vorkommen, deren Gewinnung mit konventionellen Verfahren entweder unwirtschaftlich oder technisch nicht durchführbar ist. Dies liegt oftmals daran, dass die Flöze eine zu geringe Mächtigkeit haben, sodass sich der Abbau aus Kostengründen nicht lohnt. Bei der Gewinnung von Kohle im Tagebau lässt man an den Endwänden, um die Stabilität des Gefälles nicht zu gefährden, große Mengen an Kohle unverritzt stehen. Hierbei handelt es sich dann um dünne bis sehr dünne Flöze oder Flözanteile, die der Bergmann als Abfallkohle bezeichnet. Des Weiteren werden bei einigen Abbauverfahren aus Sicherheitsgründen Restpfeiler stehen gelassen. Um diese Lagerstättenanteile dennoch gewinnen zu können, wurde die Auger Mining Methode entwickelt. Der erste dokumentierte Versuch, mittels dieser Methode Kohle zu gewinnen, stammt aus dem Jahr 1930. In den 1940er Jahren wurde die Methode in den Vereinigten Staaten im Untertagebau eingeführt. Seitdem wurde sie in und außerhalb der USA getestet und verbessert. Seit dem Ende des Zweiten Weltkriegs stieg die in den USA mit dieser Methode gewonnene Kohlenmenge auf etwa sieben Millionen Tonnen an und betrug somit 1,4 Prozent der in 1956 geförderten Kohlenmenge. In der Mitte der 1970er Jahre erreichte die jährlich mittels Auger Mining gewonnene Kohlenmenge ihren Höhepunkt und ging dann allmählich zurück. Da die Methode für Hartkohle ungeeignet ist, lassen sich mit dieser Methode nur weiche Kohlensorten gewinnen.

## Die Verfahren
Bei diesem Verfahren werden, je nach Bedarf, einzelne oder doppelt kreisförmige Löcher horizontal in das Flöz gebohrt. Die Löcher werden dabei bis zu 60 Meter, teilweise sogar bis zu 100 Meter ins Flöz gebohrt. Bei unterschiedlichen Flözmächtigkeiten muss das Verfahren entsprechend angepasst werden. Dies geschieht, indem man die verwendeten Bohrer entsprechend der vorhandenen Flözmächtigkeit auswählt. Der gebohrte Loch muss stets im Durchmesser geringer sein als die Flözmächtigkeit. Somit haben die Löcher, entsprechend der Flözmächtigkeit, einen Durchmesser von 0,5 Metern oder auch mehr. Bei wechselnden Flözmächtigkeiten bleibt, da das Loch stets auf die geringste Flözmächtigkeit abgestimmt wird, eine beträchtliche Menge an Kohle im Flöz zurück. Zwischen den Löchern muss aus Sicherheitsgründen ein Pfeiler von einem Meter Breite stehen bleiben. Je nach geologischen Verhältnissen reicht auch ein Mindestabstand von 0,5 Meter aus. Zur Erstellung der Löcher verwendet man entweder einfache Auger Miner oder Continuous Auger Miner. Nachdem ein Bohrloch komplett geräumt ist, muss es, bevor der Bereich abgeworfen wird, mit geeigneten Materialien wie z. B. Hochwandschlamm, verschlossen werden.  Die Abbauverluste betragen bei diesem Verfahren bis zu 60 Prozent. Zudem ist das Verfahren nicht für den Strebbau und den Pfeilerbau geeignet. Auch sollte Auger Mining übertägig nicht in der Nähe von aktiven Untertageabbaubetrieben betrieben werden, da es beim Durchbruch der Bohrlöcher zu Störungen in der Bewetterung kommen kann.

## Gefahren und Probleme
Beim Auger Mining gibt es verschiedene Gefahren und Probleme, die zum Schutz der Bergleute und der Umwelt analysiert und beseitigt oder minimiert werden müssen. Da insbesondere in Steinkohle Methan eingelagert ist, kann es bei der Gewinnung der Kohle zur Bildung von Schlagwettern kommen. Des Weiteren kommt es beim Eindringen in die Kohle mittels des Schneckenbohrers zu einer erheblichen Staubbelastung im Umfeld der Bohrstelle. Eine weitere Gefahrenquelle beim Auger Mining ist der Schneckenbohrer selber, durch den es in 1960er bis 1970er Jahren immer wieder zu tödlichen Unfällen gekommen ist. Problematisch ist beim Auger Mining, wenn es übertägig in der Nähe alter, abgesoffener Grubenbaue betrieben wird, da es hier zum Austritt großer Mengen an Grubenwasser kommen kann.
Um die Bildung explosiven Gasgemische zu unterbinden, wird mittels eines kurzen Rohres Inertgas in das "Auger Bohrloch" geleitet. Zudem müssen beim Auger Mining im Untertagebau regelmäßig Messungen auf Methangehalt im Bereich des Lochrandes durchgeführt werden. Um den Staubgehalt in der Luft zu verringern, werden Staubbekämpfungsmaßnahmen wie Staubabsaugung oder Staubbindung mittels Sprühsysteme verwendet. Durch Modifizierung der Gewinnungsmaschinen z. B. durch Panikstangen für elektrische oder hydraulische Notabschaltung oder Anfahrwarnungen sind die tödlichen Unfälle im Bereich von Auger Mining Arbeitsplätzen erheblich zurückgegangen. In der Nähe alter Grubenbaue muss beim Auger Mining darauf geachtet werden, dass keine alten Grubenbaue angebohrt werden.